# Eudianodes nonfriedi
Eudianodes nonfriedi är en skalbaggsart som beskrevs av Auguste Lameere 1903. Eudianodes nonfriedi ingår i släktet Eudianodes och familjen långhorningar.
Artens utbredningsområde är Kenya. Inga underarter finns listade i Catalogue of Life.